# Brevicornu californiense
Brevicornu californiense är en tvåvingeart som beskrevs av Zaitzev 1985. Brevicornu californiense ingår i släktet Brevicornu och familjen svampmyggor.
Artens utbredningsområde är Kalifornien. Inga underarter finns listade i Catalogue of Life.